# Abraxas sparsatavarleyata
Abraxas sparsatavarleyata är en fjärilsart som beskrevs av Porritt 1920. Abraxas sparsatavarleyata ingår i släktet Abraxas och familjen mätare. Inga underarter finns listade i Catalogue of Life.